# Mycomya cleta
Mycomya cleta är en tvåvingeart som beskrevs av Coher 1952. Mycomya cleta ingår i släktet Mycomya och familjen svampmyggor. Inga underarter finns listade i Catalogue of Life.